# Leonardo Infante (municipalité)
Pour les articles homonymes, voir Infante.
Pour l’article homonyme, voir Leonardo Infante.
Leonardo Infante est l'une des quinze municipalités de l'État de Guárico au Venezuela. Son chef-lieu est Valle de la Pascua. En 2011, la population s'élève à 120 889 habitants.

## Étymologie
La municipalité est nommée en l'honneur du héros des guerres d'indépendance en Amérique du Sud Leonardo Infante (1785-1825).

## Géographie

### Subdivisions
La municipalité est divisée en deux paroisses civiles avec, chacune à sa tête, une capitale (entre parenthèses) :
- Espino (Espino) ;
- Valle de la Pascua (Valle de la Pascua).